# Sídlištní noclehárna
Sídlištní noclehárna nebo i krátce noclehárna je pojem z oboru urbanismu, který označuje sídelní útvar, který svým obyvatelům slouží především pro přespávání, zatímco zbytek jejich aktivního života, ať už zaměstnání nebo zábava, se odehrává jinde.

## Charakteristika a vznik
Nedílnou součástí bydlení v „noclehárně“ je tak dojíždění. Noclehárny mají obvykle podobu čtvrtí nebo předměstí a na rozdíl od satelitních měst, která jsou alespoň částečně nezávislá na své metropoli, postrádají obvykle i základní infrastrukturu a často i vlastní samosprávu. Hranice mezi satelitním městem a sídlištní noclehárnou ale není zcela ostrá.
Mechanismy vzniku sídlištních nocleháren mohou být různé. Jedním ze způsobů vzniku může být zánik významného zaměstnavatele, což přinutí obyvatele dojíždět za prací jinam, kde si během dne zařídí i další běžné služby a potřeby, což vede k postupnému snižování nabídky služeb v původním sídelním útvaru a jeho postupné degradaci na pouhou noclehárnu. Sídelní útvar může být naopak jako noclehárna od počátku plánován, nebo i spontánně narůst v blízkosti města s dostatkem pracovních příležitostí, ale nedostatkem kapacit k bydlení.

## Souvislosti
V češtině je výraz sídlištní noclehárna relativně řídce užívaný novotvar v důsledku rozpínání měst (v angličtině urban sprawl). S ním souvisí i další novotvary satelitní městečko či nákupní zóna provázející obecnější slovní spojení jako ztráta místa a ztráta identity.